# Timar
Timar − w Imperium Osmańskim majątek ziemski nadawany żołnierzom (kawalerzystom) przez sułtana w zamian za służbę wojskową. Timar jest także określany jako lenno, ale nie podlegał dziedziczeniu. Użytkownik timaru był zobowiązany do stawienia się na wezwanie sułtana, prowadząc odpowiednią do wielkości timaru liczbę jeźdźców. Do timaru należała ziemia nadawana przez sułtana oraz zamieszkujący na niej ludzie.
Nie jest jasne, kiedy wykształcił się system timarów, ale możliwe że został wprowadzony przez sułtana Orchana. Najstarszy zachowany rejestr timarów pochodzi z 1430–1431 r. i dowodzi, że system ten funkcjonował już wcześniej.